# Hannah England
Pour les articles homonymes, voir England.
Hannah England (née le 6 mars 1987 à Oxford) est une athlète britannique spécialiste du 1 500 mètres.

## Carrière
Étudiante à l'Université d'État de Floride à Tallahassee, Hannah England remporte en 2008 les titres NCAA en salle du Mile ainsi que du 1 500 m en plein air.
Elle améliore son record personnel sur 1 500 mètres fin juillet 2011 à Barcelone avec 4 min 01 s 89, réalisant ainsi les minimas pour les mondiaux de Daegu.

## Palmarès
| Date | Compétition           | Lieu          | Résultat | Épreuve |
| ---- | --------------------- | ------------- | -------- | ------- |
| 2009 | Finale mondiale       | Thessalonique | 2e       | 1 500 m |
| 2010 | Championnats d'Europe | Barcelone     | 8e       | 1 500 m |
| 2011 | Championnats du monde | Daegu         | 2e       | 1 500 m |
| 2013 | Championnats du monde | Moscou        | 4e       | 1 500 m |

- Championnats NCAA : vainqueur du 1 500 m en 2008, du mile en salle en 2007.

### Records
| Épreuve | Performance   | Lieu      | Date            |
| ------- | ------------- | --------- | --------------- |
| 800 m   | 1 min 59 s 66 | Linz      | 20 août 2012    |
| 1 500 m | 4 min 01 s 89 | Barcelone | 22 juillet 2011 |